# 鄭寧
鄭寧（1419年—1488年），字志道，號靜齋，河南承宣布政使司開封府祥符（今河南開封市）人，明朝政治人物、进士出身。

## 生平
正统七年，登进士，授刑部湖廣司主事，屢遷至山西司郎中。天順間，超擢四川布政使，官至左僉都御史，巡撫宣府，移撫大同，以老归乡。弘治元年卒。
曾祖父鄭才興。祖父鄭得春。父亲鄭彥輝。